# Natação nos Jogos Olímpicos de Verão de 2012 - Revezamento 4x100 m livre feminino
A competição do revezamento 4x100 m livre feminino da natação nos Jogos Olímpicos de Verão de 2012 foi disputada no dia 28 de julho no Centro Aquático de Londres.

## Medalhistas
|  | AUS Austrália                                                                                                 |  | NED Países Baixos                                                                     |  | USA Estados Unidos                                                                   |
|  | Alicia Coutts Cate Campbell Brittany Elmslie Melanie Schlanger Emily Seebohm* Yolane Kukla* Lisbeth Trickett* |  | Inge Dekker Marleen Veldhuis Femke Heemskerk Ranomi Kromowidjojo Hinkelien Schreuder* |  | Missy Franklin Jessica Hardy Lia Neal Allison Schmitt Amanda Weir* Natalie Coughlin* |

*Participaram apenas das eliminatórias, mas também receberam medalhas.

## Recordes
Antes desta competição, os recordes mundiais e olímpicos da prova eram os seguintes:
| Tipo | Atleta | Tempo   | Local  | Data                 |
| ---- | --- | ------- | ------ | -------------------- |
|      | NED Países Baixos Inge Dekker (53.61) Ranomi Kromowidjojo (52.30) Femke Heemskerk (53.03) Marleen Veldhuis (52.78) | 3:31.72 | Roma   | 26 de julho de 2009  |
|      | NED Países Baixos Inge Dekker (54.37) Ranomi Kromowidjojo (53.39) Femke Heemskerk (53.42) Marleen Veldhuis (52.58) | 3:33.76 | Pequim | 10 de agosto de 2008 |

Os seguintes recordes mundiais ou olímpicos foram estabelecidos durante esta competição:
| Data        | Evento | Atleta | Tempo   | Notas            |
| ----------- | ------ | --- | ------- | ---------------- |
| 28 de julho | Final  | AUS Austrália Alicia Coutts (53.90) Cate Campbell (53.19) Brittany Elmslie (53.41) Melanie Schlanger (52.65) | 3:33.15 | Recorde olímpico |

## Resultados

### Eliminatórias
| Pos. | Elim. | Raia | CON                | Nadadoras                                                                                                   | Tempo   | Notas            |
| ---- | ----- | ---- | ------------------ | --- | ------- | ---------------- |
| 1    | 2     | 3    | AUS Austrália      | Emily Seebohm (54.24) Brittany Elmslie (53.41) Yolane Kukla (54.61) Lisbeth Trickett (54.08)                | 3:36.34 | Q                |
| 2    | 1     | 4    | USA Estados Unidos | Lia Neal (54.15) Amanda Weir (54.37) Natalie Coughlin (53.93) Allison Schmitt (54.08)                       | 3:36.53 | Q                |
| 3    | 2     | 4    | NED Países Baixos  | Marleen Veldhuis (54.73) Inge Dekker (53.79) Hinkelien Schreuder (55.62) Femke Heemskerk (53.59)            | 3:37.76 | Q                |
| 4    | 1     | 6    | CHN China          | Tang Yi (53.86) Qiu Yuhan (54.85) Wang Haibing (54.14) Wang Shijia (55.06)                                  | 3:37.91 | Q                |
| 5    | 1     | 5    | JPN Japão          | Haruka Ueda (54.22) Yayoi Matsumoto (54.23) Miki Uchida (54.47) Hanae Ito (55.14)                           | 3:38.06 | Q,               |
| 6    | 2     | 2    | DEN Dinamarca      | Pernille Blume (54.44) Mie Nielsen (54.49) Lotte Friis (55.97) Jeanette Ottesen (53.19)                     | 3:38.09 | Q,               |
| 7    | 1     | 2    | GBR Grã-Bretanha   | Amy Smith (54.29) Jess Lloyd (54.53) Caitlin McClatchey (54.64) Rebecca Turner (54.75)                      | 3:38.21 | Q                |
| 7    | 1     | 3    | SWE Suécia         | Sarah Sjöström (54.31) Michelle Coleman (54.14) Ida Marko-Varga (54.57) Gabriella Fagundez (55.19)          | 3:38.21 | Q                |
| 9    | 2     | 5    | GER Alemanha       | Britta Steffen (54.43) Silke Lippok (55.30) Lisa Vitting (54.77) Daniela Schreiber (54.66)                  | 3:39.16 |                  |
| 10   | 1     | 7    | RUS Rússia         | Veronika Popova (54.30) Nataliya Lovtsova (55.00) Viktoriya Andreyeva (55.27) Margarita Nesterova (55.02)   | 3:39.59 |                  |
| 11   | 2     | 6    | CAN Canadá         | Victoria Poon (54.67) Julia Wilkinson (54.38) Samantha Cheverton (54.93) Heather MacLean (55.62)            | 3:39.60 |                  |
| 12   | 2     | 7    | ITA Itália         | Alice Mizzau (55.17) Federica Pellegrini (54.28) Laura Letrari (55.74) Erika Ferraioli (54.55)              | 3:39.74 | Recorde nacional |
| 13   | 1     | 8    | BLR Bielorrússia   | Aleksandra Gerasimenya (53.85) Svetlana Khokhlova (54.96) Aksana Dziamidava (55.94) Yuliya Khitraya (55.92) | 3:40.67 | Recorde nacional |
| 14   | 2     | 1    | NZL Nova Zelândia  | Natasha Hind (55.93) Penelope Marshall (55.82) Amaka Gessler (55.77) Hayley Palmer (55.03)                  | 3:42.55 |                  |
| 15   | 1     | 1    | HUN Hungria        | Ágnes Mutina (56.05) Evelyn Verrasztó (55.80) Éva Risztov (57.81) Eszter Dara (55.13)                       | 3:44.79 |                  |
| 16   | 2     | 8    | GRE Grécia         | Theodora Drakou (55.42) Nery Mantey Niangkouara (55.52) Theodora Giareni (57.26) Kristel Vourna (57.35)     | 3:45.55 |                  |

### Final
| Pos.              | Raia | CON                | Nadadoras                                                                                        | Tempo   | Notas              |
| ----------------- | ---- | ------------------ | ------------------------------------------------------------------------------------------------ | ------- | ------------------ |
| Medalha de ouro   | 4    | AUS Austrália      | Alicia Coutts (53.90) Cate Campbell (53.19) Brittany Elmslie (53.41) Melanie Schlanger (52.65)   | 3:33.15 | Recorde olímpico   |
| Medalha de prata  | 3    | NED Países Baixos  | Inge Dekker (54.67) Marleen Veldhuis (53.80) Femke Heemskerk (53.39) Ranomi Kromowidjojo (51.93) | 3:33.79 |                    |
| Medalha de bronze | 5    | USA Estados Unidos | Missy Franklin (53.52) Jessica Hardy (53.53) Lia Neal (53.65) Allison Schmitt (53.54)            | 3:34.24 | Recorde da América |
| 4                 | 6    | CHN China          | Tang Yi (53.58) Qiu Yuhan (54.49) Wang Haibing (54.03) Pang Jiaying (54.65)                      | 3:36.75 |                    |
| 5                 | 8    | GBR Grã-Bretanha   | Amy Smith (54.27) Francesca Halsall (53.29) Jess Lloyd (54.65) Caitlin McClatchey (54.81)        | 3:37.02 |                    |
| 6                 | 7    | DEN Dinamarca      | Pernille Blume (54.52) Mie Nielsen (54.04) Lotte Friis (55.65) Jeanette Ottesen (53.24)          | 3:37.45 | Recorde nacional   |
| 7                 | 2    | JPN Japão          | Haruka Ueda (54.34) Yayoi Matsumoto (54.52) Miki Uchida (54.43) Hanae Ito (54.67)                | 3:37.96 | Recorde nacional   |
| 08                | 1    | SWE Suécia         | Michelle Coleman (54.57) Sarah Sjöström (53.91) Ida Marko-Varga (55.01) Gabriella Fagundez       | DSQ     |                    |

Legenda
| Recorde mundial      | Recorde mundial (World record)               |                       | Recorde africano                      | Recorde africano (African) |                                           | Q | Classificado por posição (Qualified) |
| Recorde olímpico     | Recorde olímpico (Olympic record)            | Recorde da América    | Recorde da América (Americas)         | q                          | Classificado por melhor tempo (Qualified) |   |                                      |
| Melhor marca do ano  | Melhor marca do ano (World leading)          | Recorde asiático      | Recorde asiático (Asian)              | DNS                        | Não largou (Did not start)                |   |                                      |
| Recorde nacional     | Recorde nacional (National record)           | Recorde europeu       | Recorde europeu (European)            | DNF                        | Não terminou (Did not finish)             |   |                                      |
| Recorde pessoal      | Recorde pessoal do atleta (Personal best)    | Recorde da Oceania    | Recorde da Oceania (Oceania)          | DSQ / DQ                   | Desclassificado (Disqualified)            |   |                                      |
| Recorde da temporada | Recorde da temporada do atleta (Season best) | Recorde sul-americano | Recorde sul-americano (South America) | NM                         | Sem marca (No mark)                       |   |                                      |